# Ancária (gens)
Ancária (em latim: Ancharia, pl. Ancharii), era uma família plebeia da Roma Antiga. O primeiro membro da gens a alcançar destaque foi Quinto Ancário, que foi senador no início do século I a.C. 

## Origem
A origem dos Ancários é incerta, mas o nome Ancário pode ser derivado de Ancária, um nome da deusa Angerona, pelo qual ela era conhecida em Fésulas. O ancestral dos Ancharii pode ter sido particularmente devoto ao culto de Angerona. Como Fésulas era uma cidade etrusca, a família pode ter origem etrusca. 

## Praenomina
Os prenomes associados aos Ancários incluem Quinto, Públio e Marco.

## Ramos e cognomina
Haviam dois cognomes comumente usado pelos Ancários. O primeiro, Prisco, era um sobrenome comum que significa "ancião" ou "antiquado". O segundo era Sóter, que significa um salvador ou protetor, e foi associado a uma liberta, mas provavelmente não era usado por outros membros da gens.

## Membros
- Quinto Ancário, um senador morto por Mário ao retornar da África em 87 a.C. Ele havia sido pretor anteriormente, mas não se sabe o ano.[3] [1]
- Ancária, a primeira esposa de Caio Otávio, pai de Augusto. Ela era a mãe de Otávia, a Velha. Augusto e Otávia, a Jovem eram filhos de Caio Otávio com Ácia.[4]
- Quinto Ancário, tribuno da plebe no ano 59 a.C. e pretor em 56 a.C., recebeu a província da Macedônia em 55 a.C. [5] [6]
- Marco Ancário, um dos duúnviros de Falério em Piceno, que dedicou uma inscrição em homenagem a Otávia, irmã de Augusto, entre os anos 14 d.C. e 20 d.C.[7] .
- Ancário Prisco, processou Césio Cordo, procônsul de Creta, por traição e extorsão em 21 d.C. [8]
- Públia Anccária Sóteris, uma liberta na Bitínia. Plínio, o Jovem pediu ao imperador Trajano que lhe concedesse o direito quirício (Ius Quiritium), tornando-a assim uma cidadã romana. [9] [10]
- Quinto Ancário, presidente do Oriente (Praeses Orientis) em 258 DC.